# 佩里斯特里

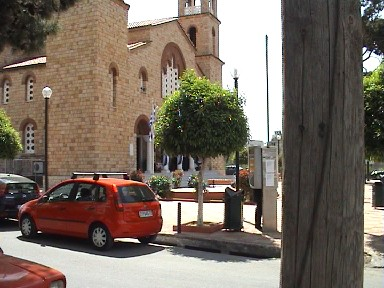
教堂

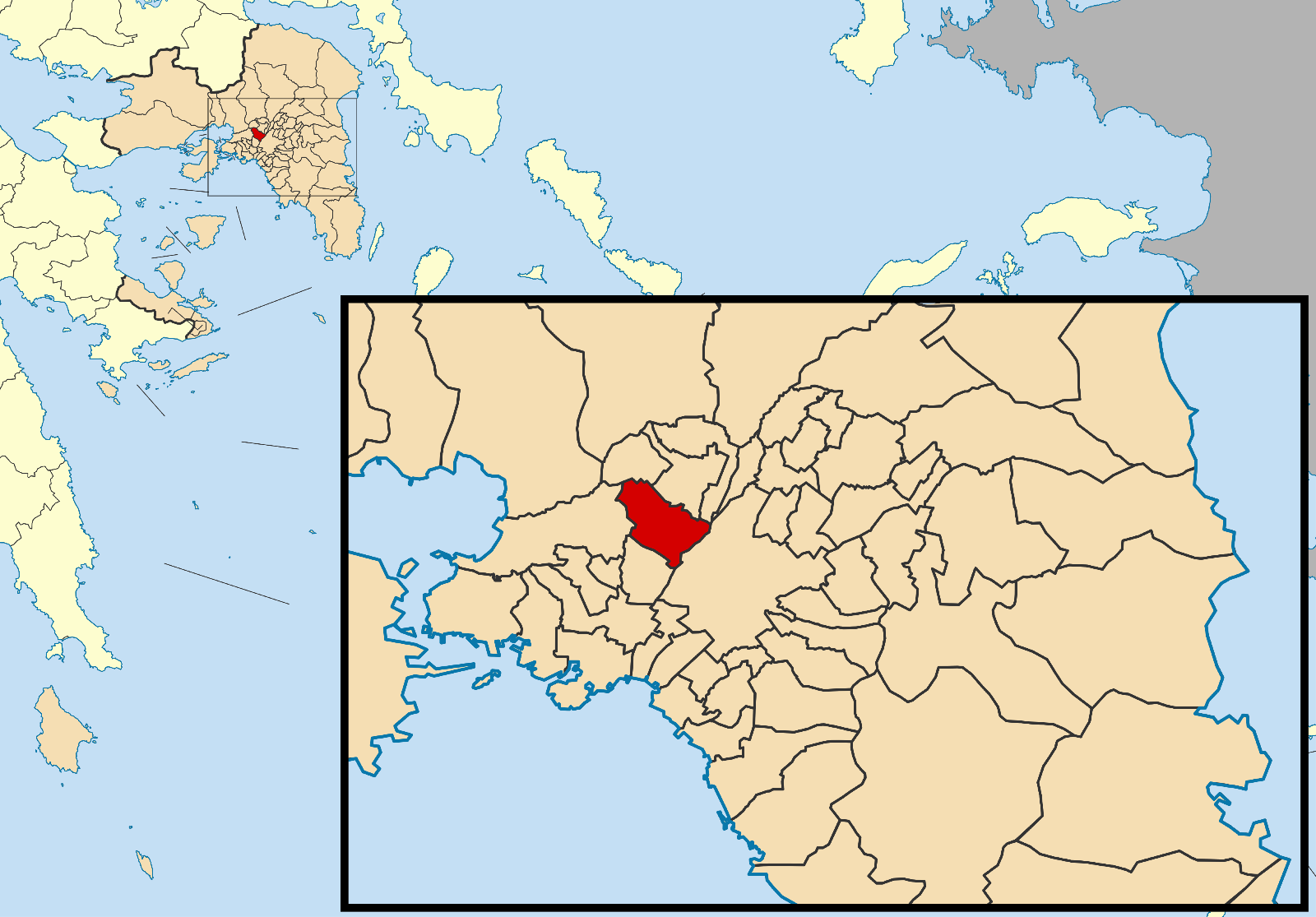
佩里斯特里在阿提卡大区的位置

佩里斯特里（希臘語：Περιστέρι），是希腊阿提卡大區西雅典专区的市镇，为雅典郊区城镇，总面积10.050平方公里，总人口133,630（2021年）。

## 人口数据
| 年份 | 人口数量 |
| ---- | -------- |
| 1991 | 137,288  |
| 2001 | 137,918  |
| 2011 | 139,981  |
| 2021 | 133,630  |

## 体育
- 阿特罗米托斯足球俱乐部，现参加希腊足球超级联赛
- 佩里斯特里篮球俱乐部，现参加希腊篮球甲级联赛